# 日立市立河原子中学校
日立市立河原子中学校（ひたちしりつ かわらごちゅうがっこう）は、茨城県日立市東多賀町4-10-10にある日立市立中学校。

## 概要
1968年（昭和43年）4月9日に開校。
校章は「ペンは学芸を象徴し、若竹の葉は成長を意味する。科学の時代に生きる生徒の知識を広め、創造の力を伸ばし技を磨く姿をペンに託し、健康な身体、風雪にも耐え忍ぶ強い意志、そして素直な中にも節度ある生き方を若竹の葉に象徴した。構成に当たっては河中を中心にして伸び行く姿を意図した」とされている。
河原子中学校は多賀中学校から分離して開校した。将来的には、泉丘中学校との統合が検討されている。
沖縄の伝統芸能エイサーにアレンジを加えた、河中エイサーを2001年度から取り組んでいる。毎年ひたち秋祭りなどで披露しており、民族歌劇団「荒馬座」から指導も受けている。

## 沿革

### 年表
- 1968年4月1日 - 日立市立河原子中学校が開校[7][8]。
- 2020年4月23日 - 「令和2年度子供の読書活動優秀実践校」として文部科学大臣表彰を受賞[9]。
- 2023年度 - 小中学校における遠隔教育実証研究事業エリア型（英語）受信校に指定[10][11]。

## 教育方針
（出典：）
学校教育目標
自主的・自律（自立）的に考え行動できる生徒の育成
組織目標
3つのプロジェクト（「知」「心」「体」）による学校・学級づくり
～小規模校のよさを活かし、一人一人が輝く学校を目指して～

## 学校行事
令和6年度年間行事計画表より
- 4月
  - 着任式・始業式・入学式
  - 対面式
  - 任命式
  - 1年部活見学
  - 1年仮入部
- 5月
  - 生徒総会
  - 1年心ゆたかな体験学習
- 6月
  - 2年職場体験
  - 3年修学旅行
  - 1年普通救命講習
  - 総体壮行会
  - 市内総体
- 7月
  - 県北総体
  - 県総体
  - 終業式

- 9月
  - 始業式
  - 体育祭
  - 新人戦壮行会
- 10月
  - 県北新人
  - 県新人
- 11月
  - 若竹祭
  - 茨城県民の日（13日）
- 12月
  - 生徒会役員選挙
  - 終業式

- 1月
  - 始業式
  - 2年宿泊学習
- 2月
  - 新入生保護者説明会
  - 宿泊学習
  - 県立高校学力検査
- 3月
  - 3年生を送る会
  - 卒業証書授与式
  - 修了式
  - 離任式

## 部活動
（出典：）

### 運動部
- 野球部
- サッカー部
- 女子バレーボール部
- 女子バスケットボール部
- 卓球部

### 文化部
- 吹奏楽部
- 文化部

## 通学区域
（出典：）
- 日立市金沢町1丁目1から11番
- 日立市河原子町
- 日立市東金沢町
  - 1丁目1から9番・23番
  - 2丁目1から13番
  - 3丁目
  - 4丁目
- 日立市東多賀町

## 進学前小学校
- 日立市立塙山小学校
- 日立市立河原子小学校
- 日立市立大沼小学校

## 学区内の主な施設
- 河原子交流センター
- 河原子北浜スポーツ広場
- 河原子海水浴場

## 交通
- 東日本旅客鉄道（JR東日本）常磐線 常陸多賀駅より徒歩13分。